# Paradromulia umbrilinea
Paradromulia umbrilinea är en fjärilsart som beskrevs av W. Warren 1903. Paradromulia umbrilinea ingår i släktet Paradromulia och familjen mätare. Inga underarter finns listade i Catalogue of Life.